# Missão de paz das Nações Unidas
As missões de manutenção da paz das Nações Unidas são missões efetuadas pelas Nações Unidas utilizando-se de tropas internacionais conhecidas como forças de manutenção da paz das Nações Unidas que normalmente auxiliam em países com graves conflitos internos. A primeira missão de manutenção da paz realizada ocorreu em 1948 e tinha como objetivo monitorar o cessar-fogo árabe-israelense, sendo a última instaurada em 2017 e tinha como objetivo auxiliar na restruturação da justiça do país Haiti.

## Forças de manutenção da paz das Nações Unidas
As forças de manutenção da paz das Nações Unidas são consideradas forças armadas com o objetivo de promover a paz, estas forças tem como integrantes membros de exércitos de diversas nações de confiança do conselho de segurança da ONU, assim trazendo uma grande diversidade estratégica e cultural para seus combatentes.
Os objetivos das tropas podem variar, porém os principais motivos para mobilização de tropas para países estrangeiros são: o monitoramento do cessar-fogo entre países, conflitos internos (como a mobilização para evitar a proliferação de milícias em países socialmente fragilizados) que dificilmente seriam resolvidos sem um auxílio externo, treinamento de policiais e forças de segurança do país que necessita do auxílio, auxilio na retirada de tropas de um certo país, entre outros...

## História das missões de paz
A Força Internacional controlada pela Liga das Nações no Sarre (1934–1935) pode ser "o primeiro exemplo verdadeiro de uma força internacional de observação da paz". Antes de qualquer missão oficial de manutenção da paz, a ONU desempenhou um papel importante no conflito de Trieste após a Segunda Guerra Mundial. De 1947 a 1954, Trieste foi declarada uma cidade-estado independente sob a proteção das Nações Unidas como o Território Livre de Trieste. O território foi dividido em duas zonas, que mais tarde formaram a base para a divisão do território entre a Itália e a Iugoslávia. A ONU também autorizou duas nações a estacionar tropas no Território Livre, os EUA (Trieste United States Troops) e o Reino Unido (British Element Trieste Force) na zona norte e a Iugoslávia na zona sul.
Em 1956, a ONU respondeu à crise de Suez com a Força de Emergência das Nações Unidas para supervisionar a retirada das forças invasoras. A Força de Emergência das Nações Unidas  como uma força de manutenção da paz foi inicialmente sugerida como um conceito pelo diplomata canadense e futuro primeiro-ministro canadense Lester Pearson como um meio de resolver conflitos entre estados. Ele sugeriu o envio de militares desarmados ou levemente armados de vários países, sob o comando da ONU, para áreas onde as partes em conflito precisavam de uma parte neutra para observar o processo de paz. Pearson recebeu o Prêmio Nobel da Paz em 1957 por seu trabalho no estabelecimento de operações de manutenção da paz da ONU. A UNEF foi a primeira operação oficial de manutenção da paz armada baseada nas ideias de Pearson. Desde 1956, a maioria das forças de paz da ONU, incluindo as chamadas missões de "observadores", estão armadas.

### Conflitos internacionais
A Força de Manutenção da Paz da ONU em Chipre, iniciada em 1964, tentou pôr fim ao conflito entre os gregos e turcos étnicos na ilha e evitar um conflito mais amplo entre os membros da OTAN, a Turquia e a Grécia. Uma segunda força de observação, UNIPOM, também foi enviada, em 1965, para as áreas da fronteira Índia-Paquistão que não estavam sendo monitoradas pela missão anterior, UNMOGIP, após um cessar-fogo na Guerra Indo-Paquistanesa de 1965. Nenhuma dessas disputas foi vista como tendo implicações ideológicas ou de Guerra Fria.
Houve uma exceção à regra. Na Missão do Representante do Secretário-Geral na República Dominicana (DOMREP), 1965–1966, a ONU autorizou uma missão de observadores em um país onde se enfrentavam facções ideológicas. No entanto, a missão só foi iniciada depois que os EUA intervieram unilateralmente em uma guerra civil entre facções de esquerda e conservadoras. Os EUA consolidaram seu domínio e convidaram uma força da Organização dos Estados Americanos (dominada por tropas americanas) para manter a paz. A missão foi aprovada principalmente porque os americanos a apresentaram como fato consumado e porque a missão da ONU não era uma força de paz plena. Incluía apenas dois observadores em qualquer momento e deixou a manutenção da paz para outra organização internacional. Foi a primeira vez que a ONU atuou dessa forma com um bloco regional.

### Descolonização
A ONU também ajudou em dois programas de descolonização durante a Guerra Fria. Em 1960, a ONU enviou a ONUC para ajudar a facilitar a descolonização do Congo do controle belga. Permaneceu em vigor até 1964 para ajudar a manter a estabilidade e prevenir a divisão do país durante a Crise do Congo. Na Nova Guiné Ocidental de 1962 a 1963, o UNSF manteve a lei e a ordem enquanto o território era transferido do controle colonial holandês para a Indonésia.

### Guerras civis
A década de 1990 também viu a ONU redirecionar sua atenção para o genocídio e a limpeza étnica. A Guerra Civil em Ruanda e a dissolução da Iugoslávia foram ocasiões de atrocidades generalizadas e violência étnica. Oito missões de paz da ONU foram enviadas para a ex-Iugoslávia, UNPROFOR, UNCRO, UNPREDEP, UNMIBH, UNTAES, UNMOP, UNPSG e UNMIK, bem como duas para Ruanda, UNAMIR e UNOMUR. Apesar do fim da ajuda internacional inspirada na Guerra Fria, as guerras civis continuaram em muitas regiões e a ONU tentou trazer a paz. Vários conflitos foram a causa de várias missões de manutenção da paz.

### Esforços de facilitação de independência
Os soldados da paz da ONU também têm sido usados para supervisionar os movimentos de independência e o estabelecimento de novos estados. A partir de 1989, a UNTAG na Namíbia supervisionou a retirada da África do Sul e a eleição de um novo governo. Em 1991, um cessar-fogo e um referendo foram planejados pelo Marrocos em relação à região do Saara Ocidental. Desentendimentos impediram o referendo, mas o cessar-fogo continua sendo monitorado pela MINURSO. Em Timor Leste, em 1999, um referendo votou pela independência da Indonésia. Seguiu-se a violência das forças anti-independência e a UNTAET foi criada para estabelecer o controlo e administrar o território até à independência, após o que foi estabelecida uma missão de assistência, a UNMISET. A violência durante 2006 levou ao estabelecimento da UNMIT, que continua monitorando a situação.

## Tipos de auxílios

### Militar
O auxílio militar incumbido à ONU é utilizado predominantemente para resolução de conflitos entre o pais auxiliado e grupos extra-governamentais, assim estes sendo grupos que de alguma forma impeçam o país de seguir um rumo democrático. Assim o auxílio militar é importante para resolução de guerras civis.
Os militares da ONU podem utilizar-se da força contra grupos militares ligados a alguma nação em alguns casos, sendo eles: o descumprimento do pacto de cessar-fogo, ordem superior de ataque as forças da ONU (auto-defesa), a resistência de sair de um território determinado estrangeiro por vias diplomáticas (em caso de invasões de um país sob outro) ou para resolução de conflitos onde um país não coopere para a resolução pacífica do conflito através da diplomacia (sendo este um caso raro e específico).
Em diversos casos onde a missão seja relacionada a monitorar um pedido de cessar-fogo e/ou a retirada de tropas, os militares da ONU não se envolvem em conflitos e estão presentes no território apenas para atestar que não haverá abusos de alguma das partes (como ataques após o cessar-fogo por exemplo). Mesmo assim, conflitos entre a ONU e alguma nação são extremamente raros. Normalmente os conflitos nestas missões ocorrerem por militares que discordam da resolução diplomática e não seguem as ordens vindas de seus países, assim automaticamente sendo classificados como um grupo extra-governamental tendo em vista que a ordem do governo de seu país era seguir o tratado diplomático, assim isentando o pais envolvido de qualquer sanção póstuma.

### Policial
O apoio policial fornecido pela ONU é fundamental para o cumprimento das leis dentro da nação em conflito. Assim os policiais trabalham com a fragilizada polícia preexistente no país auxiliado com o objetivo de reduzir crimes internos.
Muitas vezes crises que envolvem guerras civis ou grande deslocamento de militares para campos de batalha, acabam por gerar uma crise na segurança pública interna, assim crescendo os índices de crimes internos como: furtos, homicídios e depredações que são cometidos por oportunidade, tendo em vista que em caso de uma normalidade, os mesmos não teriam uma incidência tão alta quanto durante o período de crise.
Assim os policiais deslocados para este tipo de missão, não costumam se envolver em conflitos internacionais, tendo em vista que este papel está sendo coberto pelos militares e sim trabalham com a segurança e permanência da paz interna. Os policiais deslocados para estas missões, também auxiliam na formação de novos policiais que irão garantir a paz interna após o final da missão.

### Estruturais
Para o bom desenvolvimento das missões, a ONU incentiva a criação de estruturas para o atendimento da missão durante seu curso, que posteriormente serão deixadas funcionais como herança para o país em sua restruturação pós crise. Estas construções costumam ser: hospitais, alojamentos, postos de vigia... Que posteriormente poderão ser utilizados a partir da necessidade do país.

#### Funcionários e "Staff's"
Para o bom funcionamento das instalações durante as missões, a ONU também costuma contratar profissionais para trabalhar nas mesmas. Sendo estes profissionais pertencentes a três grandes grupos: os profissionais internacionais enviados por seus países, os profissionais locais contratados e profissionais voluntários que não recebem auxílio financeiro para o cumprimento de suas missões. Todos estes compostos por civis, que exercerão papéis de alta importância na missão porém não necessariamente diretamente nas áreas de conflitos.
Inicialmente para a boa realização das operações, os funcionários internacionais são importantes para a criação e manutenção inicial de fundações, após isto, funcionários contratados locais, auxiliam no desenvolvimento econômico da região e ao mesmo tempo auxiliam para o bom funcionamento da missão.
As profissões procuradas para auxílio nas missões podem ser de: médicos, enfermeiros, engenheiros, juristas, tradutores, geógrafos, biólogos, cozinheiros, sanitaristas, almoxarifes, entre outros...

#### Financeiro
O auxílio financeiro dado para a operação, normalmente não é realizado de maneira direta e sim com investimentos internacionais diretamente nas missões que irão deixar como herança: algumas estruturas importantes, algum aprendizado profissional e um breve financiamento econômico na região através de trabalhos prestados por civis para o bom funcionamento da missão durante seu curso.

## Lista de missões
Atualmente, a ONU já liderou cerca de 71 missões para a manutenção da paz, entre elas, 58 já foram consideradas encerradas e 12 estão em progresso até os dias de hoje, a lista a seguir representa informações básicas sobre as operações:

### Missões ativas
| Data de início | Nome da operação                                                                                                | Localização               | Comandante atual              | Diretor atual            | Objetivo                                                                                           | Imagem                                              |
| -------------- | --- | ------------------------- | ----------------------------- | ------------------------ | -------------------------------------------------------------------------------------------------- | --------------------------------------------------- |
| 1948 (77 anos) | Organização de Supervisão de Trégua das Nações Unidas (UNTSO)                                                   | Oriente Médio             | Patrick Gauchat               | Alan Doyle               | Monitorar diversos cessar fogo em conflitos no oriente médio                                       |                                                     |
| 1949 (76 anos) | Grupo de Observadores Militares das Nações Unidas para Índia e Paquistão (UNMOGIP)                              | Índia                     | José Eladio Alcaín            | Nester Odaga-Jalomayo    | Monitorar o cessar-fogo entre a Índia e o Paquistão nos estados de Jammu e Caxemira                |                                                     |
| 1949 (76 anos) | Grupo de Observadores Militares das Nações Unidas para Índia e Paquistão (UNMOGIP)                              | Paquistão                 | José Eladio Alcaín            | Nester Odaga-Jalomayo    | Monitorar o cessar-fogo entre a Índia e o Paquistão nos estados de Jammu e Caxemira                |                                                     |
| 1964 (61 anos) | Força das Nações Unidas para Manutenção da Paz no Chipre (UNFICYP)                                              | Chipre                    | Ingrid Gjerde                 | Colin Stewart            | Contribuir para a finalização dos conflitos de tomada de região entre o Chipre e o Chipre do Norte | UNFICYP peacekeepers patrolling the buffer zone.jpg |
| 1964 (61 anos) | Força das Nações Unidas para Manutenção da Paz no Chipre (UNFICYP)                                              | Chipre do Norte           | Ingrid Gjerde                 | Colin Stewart            | Contribuir para a finalização dos conflitos de tomada de região entre o Chipre e o Chipre do Norte | UNFICYP peacekeepers patrolling the buffer zone.jpg |
| 1974 (51 anos) | Força das Nações Unidas de Observação da Separação (UNDOF)                                                      | Israel                    | Ishwar Hamal                  | Timothy Daly             | Resolução de conflitos em fronteiras entre os países                                               |                                                     |
| 1974 (51 anos) | Força das Nações Unidas de Observação da Separação (UNDOF)                                                      | Síria                     | Ishwar Hamal                  | Timothy Daly             | Resolução de conflitos em fronteiras entre os países                                               |                                                     |
| 1974 (51 anos) | Força das Nações Unidas de Observação da Separação (UNDOF)                                                      | Líbano                    | Ishwar Hamal                  | Timothy Daly             | Resolução de conflitos em fronteiras entre os países                                               |                                                     |
| 1978 (47 anos) | Força Provisória das Nações Unidas no Líbano (UNIFIL)                                                           | Líbano                    | Stefano Del Col               | Stefano Del Col          | Monitorar a retirada de soldados e grupos israelenses após a invasão do país                       |                                                     |
| 1991 (34 anos) | Missão das Nações Unidas para o referendo no Saara Ocidental (MINURSO)                                          | Marrocos                  | Wang Xiaojun                  | Alexander Ivanko         | Monitorar o referendo e o conflito envolvendo Marrocos e o Saara Ocidental                         |                                                     |
| 1991 (34 anos) | Missão das Nações Unidas para o referendo no Saara Ocidental (MINURSO)                                          | Saara Ocidental           | Wang Xiaojun                  | Alexander Ivanko         | Monitorar o referendo e o conflito envolvendo Marrocos e o Saara Ocidental                         |                                                     |
| 1999 (26 anos) | Missão de Administração Interina das Nações Unidas no Kosovo (UNMIK)                                            | Kosovo                    | Barrie Freeman                | Caroline Ziadeh          | Manter a paz em Kosovo durante seus conflitos civis                                                |                                                     |
| 2010 (15 anos) | Missão das Nações Unidas na República Democrática do Congo (MONUSCO)                                            | República do Congo        | Marcos de Sá Affonso da Costa | Leila Zerrougui          | Acompanhar o processo de paz da Segunda Guerra do Congo                                            |                                                     |
| 2011 (14 anos) | Força Interina de Segurança das Nações Unidas para Abyei (UNISFA)                                               | Sudão                     | Gebre Adhana Woldezgu         | Haile Tilahun Gebremaria | Monitorar a disputa da região de Abyei entre o Sudão e o Sudão do Sul                              |                                                     |
| 2011 (14 anos) | Força Interina de Segurança das Nações Unidas para Abyei (UNISFA)                                               | Sudão do Sul              | Gebre Adhana Woldezgu         | Haile Tilahun Gebremaria | Monitorar a disputa da região de Abyei entre o Sudão e o Sudão do Sul                              |                                                     |
| 2011 (14 anos) | Missão das Nações Unidas no Sudão do Sul (UNMISS)                                                               | Sudão do Sul              | Shailesh Tinaikar             | Nicholas Haysom          | Monitorar a situação do Sudão do Sul após sua guerra civil e sua idependência                      |                                                     |
| 2013 (12 anos) | Missão Multidimensional Integrada das Nações Unidas para a Estabilização do Mali (MINUSMA)                      | Mali                      | Dennis Gyllensporre           | El-Ghassim Wane          | Estabilização de Mali após a rebelião dos tuaregues em 2012.                                       |                                                     |
| 2014 (11 anos) | Missão Multidimensional Integrada das Nações Unidas para a Estabilização da República Centro-Africana (MINUSCA) | República Centro-Africana | Daniel Sidiki Traoré          | Mankeur Ndiaye           | Estabilização da república Centro-Africana após a guerra civil                                     |                                                     |